# هيلين شيو-ريس
هيلين شيو-ريس (18 سبتمبر 1880 - 8 يناير 1970) كانت ناشطة نمساوية في مجال حقوق المرأة وداعية سلام وكاتبة للأطفال وناشرة. بالإضافة إلى دعمها الحركة النسائية النمساوية، أسست في نوفمبر عام 1900 برفقة يلا هيرتزكا وثلاث أخريات نادي فيينا النسائي (إرستر فينر فراونكلوب). وأصبحت لاحقًا نشطة في الرابطة النسائية الدولية للسلام والحرية، حيث مثلت النمسا في المؤتمر الدولي للمنظمة عام 1919 في زيورخ، ومؤتمر عام 1921 في فيينا ومؤتمر عام 1924 في واشنطن العاصمة. واهتمت شيو-ريس بشكل خاص بأدب الأطفال، وترجمت الكتب أو ألفتها بنفسها وأسست دار سمسم للنشر في عام 1923. وبعد وفاة زوجها المثقف النمساوي والسياسي الديمقراطي الاجتماعي غوستاف شيو انتقلت في عام 1937 إلى الولايات المتحدة لأنها كانت من أصل يهودي. وهناك أنشأت دار نشر أيلاند برس في جزيرة أوكراكوك النائية. وأسست شركة افتح يا سمسم في نيويورك عام 1949 لمواصلة عملها الخيري المتمثل في توزيع الأدب العالمي كوسيلة لتعزيز الأممية والسلام. وفي عام 1954 عادت إلى منزلها في منطقة هيتسينغ في فيينا حيث أمضت بقية حياتها.

## نشأتها وعائلتها
ولدت هيلين ريس في 18 سبتمبر عام 1880 في أولوموتس، النمسا-المجر (الآن في جمهورية التشيك)، وكانت الطفلة الوحيدة لسوزان (لقبها قبل الزواج بير) وتاجر النبيذ اليهودي أدولف ريس. وخلال طفولتها استقرت العائلة في كلوسترنوبرغ شمال فيينا. والتحقت بمدرسة ثانوية للبنات تديرها جمعية تعليم المرأة المتقدم، وهي مدرسة ثانوية خاصة أنشئت للسماح للفتيات بإجراء امتحان الماتورا المطلوب للالتحاق بالجامعة. والتحقت بدروس في القانون في جامعة فيينا لكنها لم تتخرج. وفي سن الثامنة عشرة تقريبًا سافرت إلى إنجلترا ودرست الأدب. وقد أصبحت مفتونة بالكتيبات الصغيرة التي نشرت أدبًا للأطفال بتنسيق غير مكلف كان في متناول حتى أفقر العائلات. وأصبحت أيضًا مهتمة بحركة الإسكان، التي ركزت على توفير السكن والمساعدة في التوظيف وتعليم اللغة والرعاية الطبية لفقراء المناطق الحضرية والمقيمين من المهاجرين.
بعد عودتها إلى النمسا أصبحت ريس نشطة في الحركة النسائية، حيث نشرت مقالات لدعم حقوق المرأة واهتمت بشكل خاص بالفرص المتاحة للأطفال. وفي وقت مبكر من عام 1900 أسست مع يلا هيرتزكا ومارغريت جودل وماري لانغ ودورا فون ستوكيرت-ماينرت نادي فيينا النسائي. وفي عام 1904 تركت العقيدة اليهودية وتزوجت المحامي غوستاف شيو (1875–1935) وأنجبت منه طفلين: فريدريش (1905) وإليزابيث (1912). ثم انضمت إلى جمعية الأصدقاء الدينية، لتصبح واحدة من أوائل الكويكرز في النمسا. واكتسبت شيو-ريس وزوجها مكانة مركزية في المجتمع الفييني بفضل صالونهما الذي دعيا إليه المشاهير المحليين والعالميين، بما في ذلك الملحنين ألبان بيرج، وأنتون فيبرن، وأرنولد شوينبيرج، والرسام أوسكار كوكوشكا، والممثلتين إليزابيث نيومان-فيرتل وهيلينا فايجل، والمهندس المعماري أدولف لوس الذي صمم منزلها في هيتسينغ، بالإضافة إلى المجددة التربوية يوجيني شوارزوالد.

## مسيرتها المهنية

### النشاط
بإلهام من الكتيبات الرخيصة والجذابة التي تحتوي على قصص قصيرة للأطفال والتي أصبحت شائعة في إنجلترا، أنشأت شيو-ريس مع أوجيني هوتمان وناشط آخر في عام 1905 لجنة لتنظيم نشر كتب صغيرة مماثلة للأطفال باللغة الألمانية وبأسعار معقولة في النمسا. وركزت المجموعة المصورة بشكل جميل على القصص الخيالية وقصص الأطفال باللغة الألمانية والتي كانت تكلفتها أقل بكثير من الطبعات سيئة العرض التي كانت تظهر في المتاجر لعيد الميلاد بأسعار مرتفعة. وأعيدت كتابة معظم القصص من قبل نساء بعناوين جديدة جذابة. وجرت دعوة العائلات لشراء كتب للأطفال بدلًا من الألعاب أو معها. وكانت الاشتراكات متاحة أيضًا، مما سمح للجنة بطباعة مجلدات كبيرة من القصص لمستشفيات الأطفال والجمعيات الإنسانية. ورأت شيو-ريس أن الكتب وسيلة لخلق تفاهم أفضل بين الشعوب وتحسين العلاقات الدولية. وعلى مر السنين سافرت بشكل متكرر إلى إنجلترا، وجمعت قصص الأطفال من مختلف البلدان وباتت المجموعة تضم أكثر من 300 مجلد، والتي تضمنت أيضًا قصصًا فرنسية. وتحت تأثير صديقتها يوجيني شوارزوالد أصبحت شيو-ريس نشطة في الإصلاح التعليمي. ومنذ زيارتها في سن المراهقة إلى لندن حاولت العثور على ناشر مهتم بإنتاج أدب مقبول الثمن وعالي الجودة للأطفال والشباب. وقد تمكنت من تحقيق هذه الخطط في عام 1923 عندما أسست دار سمسم للنشر الخاصة بها. وكان الاسم تلاعبًا بعبارة «افتح يا سمسم» من حكاية «علي بابا والأربعين لصًا» التي فتحت الباب (للمعرفة) بطريقة سحرية، وغلبت رسالتها الخيرية على كسب الربح. وفي ذلك الوقت كان الناشران الرائدان لكتب الأطفال هما مكتبة شباب جيرلاخ وكتب كونيغن للأطفال، وقد استحوذت شيو-ريس على الحصة السوقية لكونيغن.